# Jeanne Fanonnel
Jeanne Fanonnel (née le 13 juin 1889 au Havre et morte le 14 juillet 1982 à Orsay) est une institutrice, syndicaliste, communiste et ancienne conseillère municipale de Paris.

## Biographie

### Enfance et famille
Née dans une famille de la classe moyenne, sa mère est fille de forgeron tandis que son père est fonctionnaire municipal à Lisieux où elle passe son enfance. En 1907, elle entre à l'École normale d'institutrices à Caen et commence à travailler en 1911. Elle adhère au syndicat de l'enseignement du Calvados dix ans plus tard.

### Engagement communiste
Admirative de la Russie communiste, elle entre au Parti communiste français en 1925. L'année suivante, elle part à Vienne (Autriche) assister au congrès de l'Internationale des travailleurs de l'enseignement  avant de passer un mois à Moscou. De ce voyage, elle dit : « Moscou. Août 1926, c'était la vision émouvante d'un monde qui construisait la révolution face aux vestiges d'un passé encore debout, un passé à la fois mystique et barbare. ». 
De retour en France en septembre, elle s'engage dans l'animation pédagogique de l'orphelinat géré par le parti : « l'Avenir social », installé à Mitry-Mory dont elle devient directrice,,. L'orphelinat accueille des enfants de familles ouvrières ayant entre quatre et huit ans et les garde jusqu’à l'âge de quinze ans.
En tant que représentante de « l'Avenir social » au IVe congrès national de la Confédération générale du travail unitaire, elle propose de financer l'orphelinat grâce à l'édition d'un timbre pour les cartes syndicales.
Elle était membre du l'Union des Femmes Françaises.

### Carrière d'institutrice
En 1930, Fanonnel est obligée de démissionner car le gouvernement français lui demande de choisir entre perdre son ancienneté dans l'éducation nationale ou reprendre un poste d'enseignante. En octobre 1931, elle reprend un poste d'institutrice à Mitry-Mory, alors municipalité communiste. Refusant de suivre les décisions de la municipalité, elle est déplacée dans une école du hameau de Villeneuve-sur-Bellot.
Militant toujours au Parti communiste, de 1932 à 1934 elle est secrétaire d'un petit syndicat de la Fédération unitaire de l'enseignement. En 1932, avec les Delanoue, Jeanne Ethève et Spinelli, elle voyage en URSS. À leur retour, ils publient une brochure intitulée Un groupe d'instituteurs au pays des Soviets,.
Peu  de temps avant la guerre, elle devient directrice de l'école de filles de Cesson.

### Guerre et après-guerre
Pendant l'Occupation, la maison d'ORsay de Jeanne Fanonnel et de son conjoint, Étienne Bec sert de refuge aux personnes pourchassées par les Allemands.  Parmi ceux-ci, Laurent CASANOVA. D'importants documents y seront cachés. Des armes seront cachées dans les contreforts de la voie ferrée passant à proximité. Avant guerre, Tito, de retour des brigades internationales  avait séjourné à leur domicile rue Charles Fourier dans le 13ème arrondissement de Paris.
Elle mène diverses actions de Résistance à Paris et en banlieue sud et est.
Du 31 octobre 1944 au 6 mars 1945, Jeanne Fanonnel est vice-présidente du Comité parisien de la Libération, au titre de l'Assistance française, puis elle est nommée conseillère municipale de Paris.
Elle est médaillée de la Résistance, avec son conjoint, Étienne Bec.

### Mort
Elle meurt le 14 juillet 1982 et est incinérée au Crématorium-columbarium du Père-Lachaise. Elle est enterrée au cimetière de Gentilly.
Elle a rédigé les Mémoires de sa vie de femme militante et résistante ; ce document a été déposé après son décès à l'Institut de Recherches Marxistes. Il a ensuite été transféré, avec le fonds de l'IRM, aux Archives Départementales de Seine Saint Denis.[réf. souhaitée]